# Tournoi de tennis de Québec (WTA 1996)
Le tournoi de tennis de Québec est un tournoi de tennis professionnel féminin. L'édition 1996, classée en catégorie Tier III, se dispute du 21 au 27 octobre 1996.
Lisa Raymond remporte le simple dames. En finale, elle bat Els Callens, décrochant à cette occasion le 1er titre de sa carrière sur le circuit WTA.
L'épreuve de double voit quant à elle s'imposer Debbie Graham et Brenda Schultz.

## Résultats en simple

### Parcours
| No | Joueuse            | Résultat      | Ultime adversaire |
| -- | ------------------ | ------------- | ----------------- |
| 1  | Brenda Schultz     | 1/4 de finale | Lisa Raymond (5)  |
| 2  | Elena Likhovtseva  | 1/2 finale    | Els Callens       |
| 3  | Amy Frazier        | 2e tour       | Els Callens       |
| 4  | Kimberly Po        | 1/4 de finale | Tami Whitlinger   |
| 5  | Lisa Raymond       | Victoire      | Els Callens       |
| 6  | Florencia Labat    | 1/4 de finale | Els Callens       |
| 7  | Nana Miyagi        | 1er tour      | Jolene Watanabe   |
| 8  | Lindsay Lee-Waters | 1er tour      | Jana Nejedly (Q)  |

| No | Joueuse         | Résultat | Ultime adversaire   |
| -- | --------------- | -------- | ------------------- |
| 1  | Debbie Graham   | 2e tour  | Lisa Raymond (5)    |
| 2  | Jana Nejedly    | 2e tour  | Tami Whitlinger     |
| 3  | Angela Lettiere | 1er tour | Florencia Labat (6) |
| 4  | Haruka Inoue    | 2e tour  | Jolene Watanabe     |

| No | Joueuse           | Résultat | Ultime adversaire |
| -- | ----------------- | -------- | ----------------- |
| 1  | Christina Popescu | 1er tour | Patricia Hy       |
| 2  | Sonya Jeyaseelan  | 1er tour | Haruka Inoue (Q)  |

| No | Joueuse       | Résultat | Ultime adversaire |
| -- | ------------- | -------- | ----------------- |
| 1  | Maureen Drake | 1er tour | Debbie Graham (Q) |
| 2  | Jeri Ingram   | 1er tour | Katrina Adams     |

## Résultats en double

### Parcours
| No | Équipe                     | Résultat      | Ultimes adversaires         |
| -- | -------------------------- | ------------- | --------------------------- |
| 1  | Maureen Drake Jana Nejedly | 1/4 de finale | Amy Frazier Kimberly Po (4) |

| No | Équipe                        | Résultat | Ultimes adversaires     |
| -- | ----------------------------- | -------- | ----------------------- |
| 1  | Ioana Plesu Christina Popescu | 1er tour | Els Callens Nancy Feber |

| No | Équipe                     | Résultat | Ultimes adversaires         |
| -- | -------------------------- | -------- | --------------------------- |
| 1  | Jeri Ingram Kristine Kurth | 1er tour | Amy Frazier Kimberly Po (4) |